# Friesenwall (Mauer)

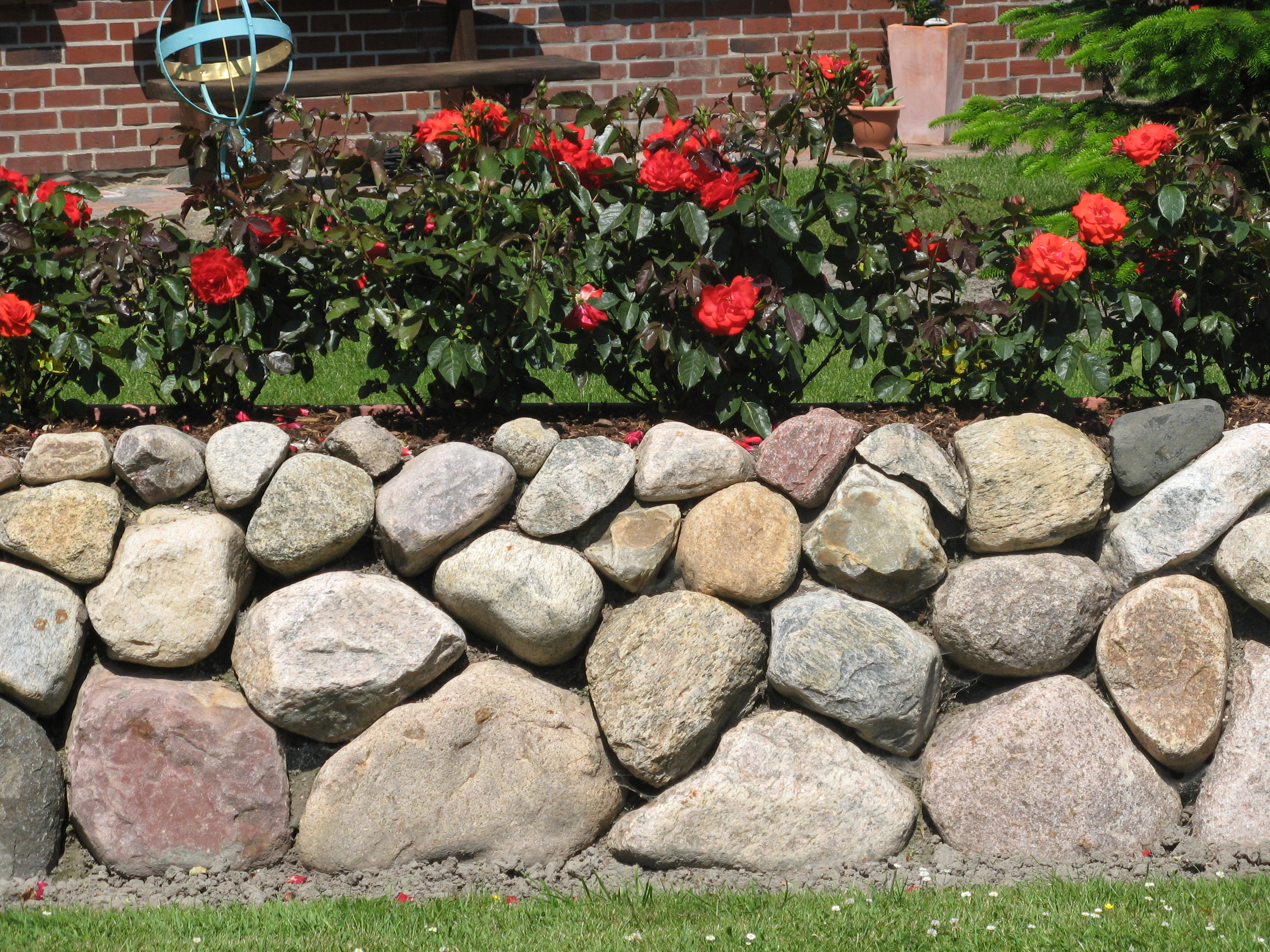
Friesenwall auf Eiderstedt

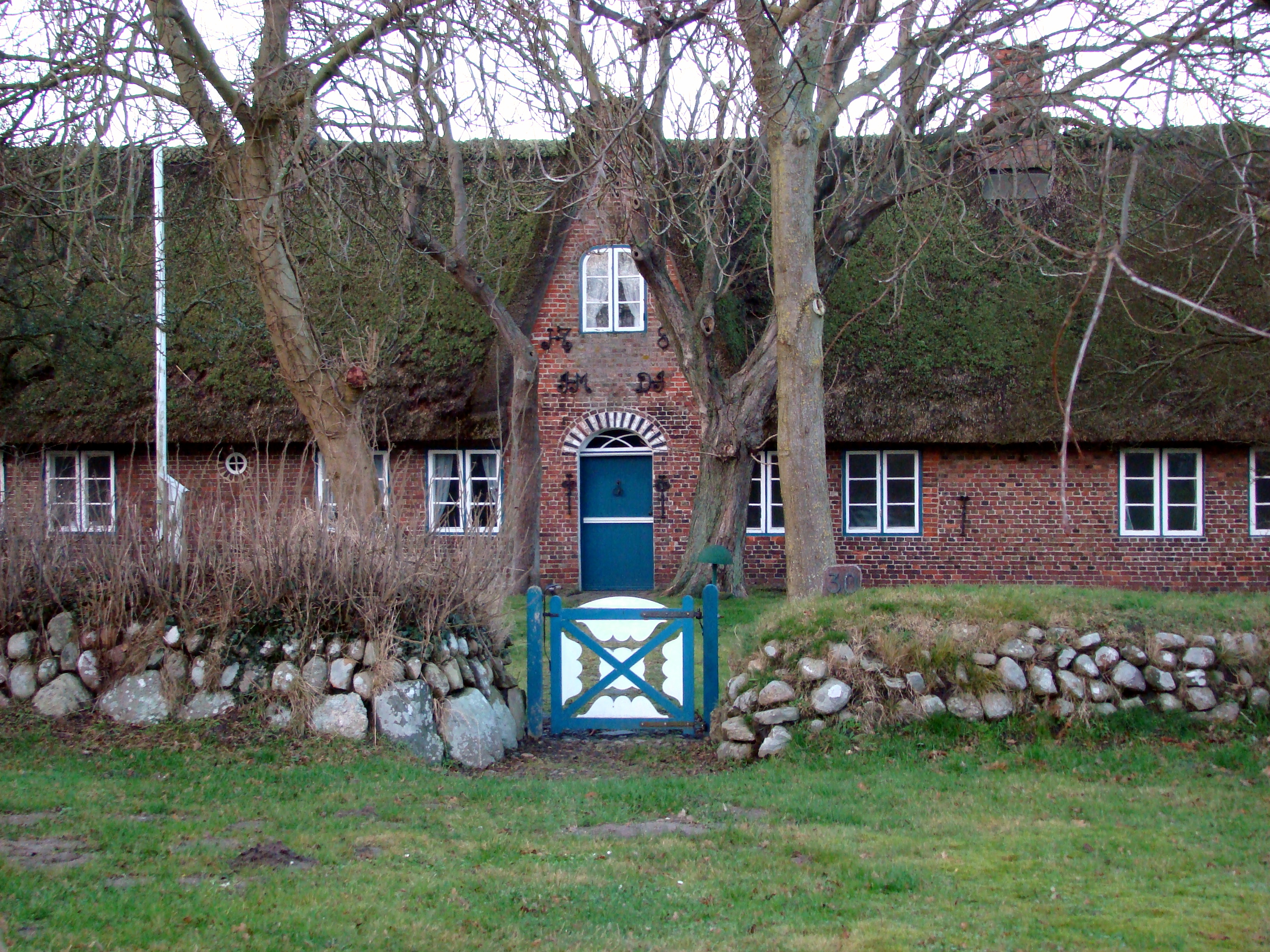
Keitum (Sylt), alter Friesenwall mit Friesenhaus von 1784

Ein Friesenwall ist ein Trockenmauerwerk, das aus mehr oder minder runden Findlingen oder Geröll aufgeschichtet wird. 
Friesenwälle entstanden ursprünglich in den Marschgebieten Frieslands, da es dort keine Steinbrüche und kaum Holz gab, das sich zu Zäunen verarbeiten ließ, so dass die Bewohner auf Findlinge angewiesen waren, die sich auf den Feldern fanden. 
Echte Friesenwälle sind nicht verfugt, sondern aus den lose aufeinandergelegten Steinen gebaut, oben schließt eine Erdschicht ab. Aufgrund ihres ästhetischen Werts sind diese Mauern mittlerweile über Friesland hinaus verbreitet. Sie sind aber aufgrund der Kunstfertigkeit, die dem Erbauer abverlangt wird, teuer.
Friesenwälle sind im Regelfall beidseitig mit Steinen belegt, gelegentlich aber auch einseitig.